# Macrobrachium quelchi
Macrobrachium quelchi är en kräftdjursart som först beskrevs av De Man 1900.  Macrobrachium quelchi ingår i släktet Macrobrachium och familjen Palaemonidae. Inga underarter finns listade i Catalogue of Life.